# Jenga
Jenga este un joc de îndemânare creat de Leslie Scott și produs în prezent de Parker Brothers, o divizie de Hasbro. În timpul jocului, jucătorii scot pe rând câte o piesă dintr-un turn construit din 54 de piese. Fiecare piesă scoasă de jos este pusă în partea de sus a turnului, creând un turn din ce în ce mai înalt, dar mai instabil.
Numele jenga provine dintr-un cuvânt în swahili care înseamnă „a construi”.

## Legături externe
- Site web oficial
- Jenga pe Facebook